# Matejkiszki (rejon jezioroski)
Matejkiszki (lit. Mateikiškė) – kolonia na Litwie, w okręgu uciańskim, w rejonie jezioroskim, w starostwie Turmont.

## Historia
W czasach zaborów ówczesny zaścianek w granicach Imperium Rosyjskiego.
W dwudziestoleciu międzywojennym zaścianek leżał w Polsce, w województwie nowogródzkim (od 1926 w województwie wileńskim), w powiecie brasławskim, w gminie Smołwy.
Według Powszechnego Spisu Ludności z 1921 roku zamieszkiwało tu 8 osób, wszystkie były wyznania staroobrzędowego. Jednocześnie 7 mieszkańców zadeklarowało polską przynależność narodową a 1 inną. Były tu 2 budynki mieszkalne. W 1931 w 1 domu zamieszkiwało 11 osób.
Wierni należeli do parafii rzymskokatolickiej w Smołwach i prawosławnej w Dryświatach. Miejscowość podlegała pod Sąd Grodzki w m. Turmont i Okręgowy w Wilnie; właściwy urząd pocztowy mieścił się w m. Turmont.